# Poltys stygius
Poltys stygius är en spindelart som beskrevs av Tord Tamerlan Teodor Thorell 1898. Poltys stygius ingår i släktet Poltys och familjen hjulspindlar. Inga underarter finns listade i Catalogue of Life.